# Queen Creek
Queen Creek és una població dels Estats Units a l'estat d'Arizona. Segons el cens del 2009 tenia 25.000 habitants.

## Demografia
Segons el cens del 2000, Queen Creek tenia 4.316 habitants, 1.218 habitatges, i 1.074 famílies La densitat de població era de 64,6 habitants/km².
Dels 1.218 habitatges en un 50,7% hi vivien nens de menys de 18 anys, en un 75,9% hi vivien parelles casades, en un 7,2% dones solteres, i en un 11,8% no eren unitats familiars. En el 8% dels habitatges hi vivien persones soles el 2,8% de les quals corresponia a persones de 65 anys o més que vivien soles. El nombre mitjà de persones vivint en cada habitatge era de 3,54 i el nombre mitjà de persones que vivien en cada família era de 3,77.
Per edats la població es repartia de la següent manera: un 35,4% tenia menys de 18 anys, un 8,7% entre 18 i 24, un 30,1% entre 25 i 44, un 20,9% de 45 a 60 i un 4,8% 65 anys o més.
L'edat mediana era de 31 anys. Per cada 100 dones de 18 o més anys hi havia 105,3 homes.
La renda mediana per habitatge era de 63.702 $ i la renda mediana per família de 65.679 $. Els homes tenien una renda mediana de 45.000 $ mentre que les dones 31.447 $. La renda per capita de la població era de 21.592 $. Aproximadament el 6% de les famílies i el 9,2% de la població estaven per davall del llindar de pobresa.

## Poblacions més properes
El següent diagrama mostra les poblacions més properes.